# Shinji Fujiyoshi
Shinji Fujiyoshi (jap. 藤吉 信次, Fujiyoshi Shinji; * 3. April 1970 in der Präfektur Tokio) ist ein ehemaliger japanischer Fußballspieler.

## Karriere
Fujiyoshi erlernte das Fußballspielen in der Jugendmannschaft von Yomiuri. Seinen ersten Vertrag unterschrieb er 1989 bei Yomiuri. Der Verein spielte in der höchsten Liga des Landes, der Japan Soccer League. Mit dem Verein wurde er 1990/91 und 1991/92 japanischer Meister. Mit Gründung der Profiliga J.League 1992 und der damit verbundenen Neuorganisation des japanischen Fußballs wurde der Yomiuri zu Verdy Kawasaki. Mit dem Verein wurde er 1993 und 1994 japanischer Meister. Für den Verein absolvierte er 65 Erstligaspiele. Im Juli 1996 wechselte er zum Ligakonkurrenten Kyoto Purple Sanga. Für den Verein absolvierte er 65 Erstligaspiele. 2000 wechselte er zum Zweitligisten Vegalta Sendai. 2001 wurde er mit dem Verein Vizemeister der J2 League und stieg in die J1 League auf. Für den Verein absolvierte er 79 Spiele. Danach spielte er bei Chengdu Five Bulls, FC Ryukyu und New Wave Kitakyushu. Ende 2009 beendete er seine Karriere als Fußballspieler.

## Erfolge
Yomiuri/Verdy Kawasaki
- Japan Soccer League

Meister: 1990/91, 1991/92
Vizemeister: 1989/90
- J1 League

Meister: 1993, 1994
Vizemeister: 1995
- JSL Cup

Sieger: 1991
- J.League Cup

Sieger: 1992, 1993, 1994
Finalist: 1996
- Kaiserpokal

Sieger: 1996
Finalist: 1991, 1992